# Гладышев, Александр Георгиевич
Александр Георгиевич Гладышев (род. 15 июня 1956, станица Мирская, Кавказский район, Краснодарский край, РСФСР, СССР) — российский управленец и юрист, глава Одинцовского района Московской области (с 1991 года по декабрь 2013).

## Биография
Родился в рабочей семье, отец — Георгий Васильевич Гладышев (1928—2004), мать — Екатерина Николаевна (урождённая Гарагуля).
Окончил сельскую среднюю школу (1973), по окончании школы — рабочий в строительном цехе в совхозе «Кавказ» (Краснодарский край). С 1974 по 1976 год проходил срочную службу в Пограничных войсках КГБ при СМ СССР, служил в военной части № 2013 Закавказского пограничного округа.
В 1976—1979 годах учился в Высшем пограничном военно-политическом училище КГБ СССР (Голицыно Московской области). Училище не окончил.
С 1978 года на освобождённой комсомольской работе, в 1979 году был избран секретарём комитета ВЛКСМ совхоза «Заречье» Одинцовского района Московской области, в 1983 году — секретарем парткома совхоза.
В 1982 году без отрыва от работы окончил Всесоюзный юридический заочный институт, в 1989 году — Московскую высшую партийную школу, в 1995 году — Высшую школу экономики.
Кандидат юридических наук (1996), в 2001 году защитил докторскую диссертацию на тему «Правовое и организационное обеспечение местного сообщества (на опыте развития Одинцовского района Московской области)»
В 1991 году избран председателем городского[уточнить] Совета народных депутатов — председателем исполкома Одинцовского района. Позднее, в том же году назначен на должность главы администрации Одинцовского района.
В 1996, 1999, 2004 и в 2010 годах избирался на должность главы администрации Одинцовского района.
В 2004 году по инициативе Гладышева был создан Одинцовский гуманитарный университет (ОГУ) — первый в России муниципальный университет, в составе двух факультетов: Государственного и муниципального управления, Экономики и менеджмента; специальности «Государственное и муниципальное управление», «Менеджмент организаций», «Финансы и кредит». В 2005 году было организовано Подготовительное отделение. В 2006 году были открыты юридический, филологический факультеты и факультет психологии, затем — факультет довузовского образования. В 2008 году при ОГУ открыта гимназия.
23 декабря 2013 года на заседании совета депутатов Одинцовского района Гладышев А. Г. объявил о своей отставке, по его словам, вызванной невозможностью принятия предложенного им федерального законопроекта. С другой стороны, есть мнения о том, что к отставке привёл конфликт главы района с областной администрацией.
С 2016 года — профессор кафедры «Государственное и муниципальное управление» факультета «Высшая школа управления» Финансового университета при Правительстве Российской Федерации.

## Семья
Жена — Гладышева Татьяна Аркадьевна — проректор Одинцовского гуманитарного университета по административно-хозяйственной части. Дети: Галина (род. 1978) и Екатерина (род. 1981) — экономисты, Владимир (род. 1985) — предприниматель.